# Halina Konopacka

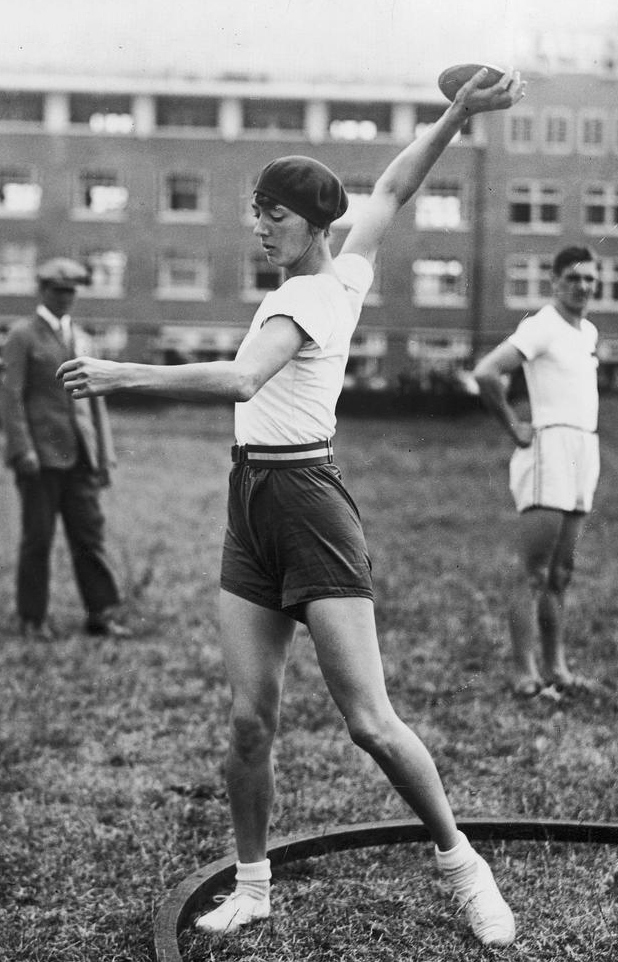
Halina Konopacka in actie tijdens de OS van 1928 in Amsterdam.

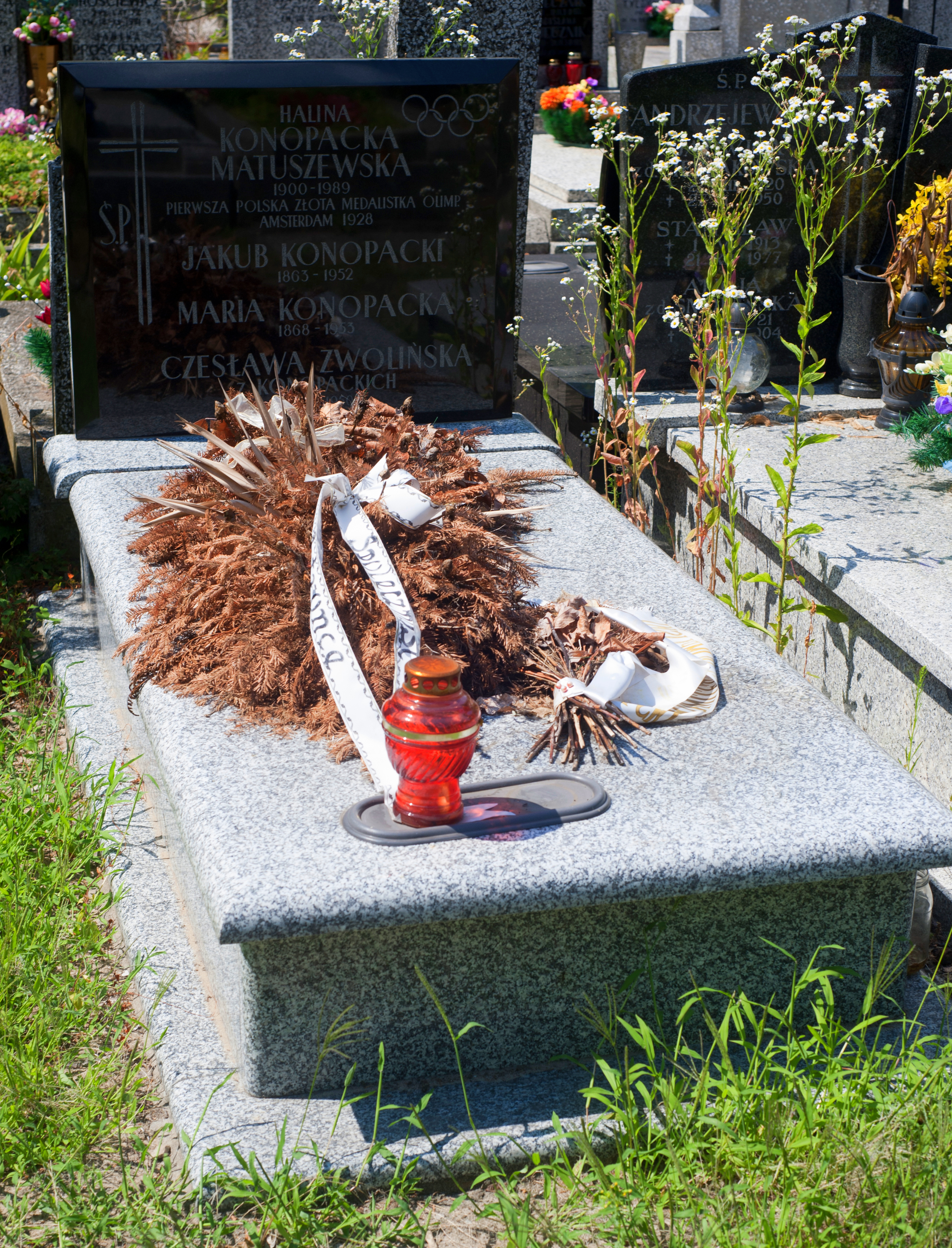
Het graf van Halina Konopacka op de Bródno begraafplaats in Warschau.

Halina Konopacka, getrouwd met Matuszewska, getrouwd met Szczerbińska (Rawa Mazowiecka, 11 november 1900 - Daytona Beach, 29 januari 1989) was een Poolse discuswerpster en kogelstootster. Ze werd op het onderdeel discuswerpen olympisch kampioene en verbrak meerdere malen het wereldrecord.

## Biografie

### Jeugd en eerste successen
Konopacka, afkomstig uit een middenklassegezin met van moederskant een familie die afstamde van de Lipka-Tataren, groeide op in Warschau. Sport stond centraal in het gezin, waarvan iedereen de tennissport beoefende. Haar broer Tadeusz, die naast tennis spelen ook voetbalde en atleet was, werd later instructeur van het Centraal Instituut voor Lichamelijke Opvoeding. Zelf deed zij naast tennis ook aan paardrijden, zwemmen en schaatsen, maar in de tijd dat zij als studente verbonden was aan de Faculteit voor Letterkunde van de Universiteit van Warschau, schakelde zij over op skiën en atletiek. In 1923 viel zij in handen van de Franse coach Maurice Baquet, die haar trainde in het discuswerpen, kogelstoten, speerwerpen, hoogspringen en verspringen. Een jaar later werd zij voor het eerst Pools kampioene discuswerpen en kogelstoten, terwijl zij in 1925 bij het discuswerpen al tot 31,23 m en 33,405 kwam, verder dan het bestaande wereldrecord, al zijn beide prestaties nooit als zodanig erkend. Dat werd de 34,15 die zij op 23 mei 1926 in Warschau gooide, echter wel, haar eerste van in totaal drie officiële wereldrecords.

### Eerste grote titel
Nog in datzelfde jaar veroverde Halina Konopacka haar eerste grote titel. Op de Wereld Spelen voor vrouwen in Göteborg kwam zij als favoriete voor de overwinning aan de start. Kort voor die Spelen was zij in Warschau namelijk tot een opnieuw niet erkende wereldrecord-afstand van 34,90 gekomen. In Göteborg maakte zij haar favorietenrol waar, kwam er tot een winnende worp van 37,71, waarmee zij onder meer de Japanse Kinue Hitomi (tweede met 33,62), achter zich liet.

### Olympisch kampioene
Ook op de Olympische Spelen van Amsterdam in 1928 verscheen Konopacka als de grote favoriete voor een gouden medaille bij het discuswerpen. Het jaar ervoor had de Poolse het wereldrecord op 39,18 gebracht. Met een PR van 38,40 uit 1926 kwam alleen de Duitse Milly Reuter enigszins bij haar in de buurt. De 1,80 m lange Poolse veroverde de gouden medaille en werd aldus de eerste olympische kampioene op dit onderdeel. Bovendien was het het eerste Poolse goud ooit. De 39,62 waarmee ze op 31 juli 1928 de wedstrijd won, was tevens een verbetering van haar wereldrecord met bijna 50 centimeter. Pas in 1932 zou dit door haar landgenote Jadwiga Wajs met een worp van 40,34 worden overtroffen.
Halina Konopacka maakte overigens niet alleen vanwege haar prestaties indruk in Amsterdam. Met haar donkere tint en bruine ogen, een duidelijk teken van haar tataarse afkomst, haar slanke postuur en de rode baret die zij tijdens de wedstrijden droeg, was zij een opvallende verschijning. Het is dan ook niet zo vreemd, dat zij werd verkozen tot de mooiste vrouw van de Olympische Spelen van Amsterdam. Het leverde haar de bijnaam 'Miss Olympia' op. Nog datzelfde jaar trouwde zij met Ignacy Matuszewski, de Minister van Financiën van Polen.

### Ongeslagen tot einde carrière
In de jaren die volgden bleef Hanna Konopacka ongeslagen. In 1930 prolongeerde zij onder meer haar titel tijdens de Vrouwen Wereld Spelen in Praag, om ten slotte in 1931, met in totaal 27 Poolse titels in verschillende disciplines op zak, een punt achter haar actieve atletiekloopbaan te zetten. Zij bleef echter op recreatief niveau sport bedrijven, zoals tennis, skiën en zelfs autoracen. In 1936 was zij zowel te gast bij de Olympische Winter- als Zomerspelen en van 1938 tot 1939 was zij lid van het Pools Olympisch Comité. Daarnaast was Konopacka, die drie buitenlandse talen beheerste, al tijdens haar atletiekcarrière begonnen met het schrijven van gedichten. In 1929 was haar gedichtenbundel 'Któregoś dnia' uitgekomen, gevolgd door publicatie van haar gedichten in verschillende Poolse tijdschriften. Ze vergaarde hiermee alom roem en erkenning.

### Emigratie en leven in de Verenigde Staten
In september 1939, aan het begin van de Tweede Wereldoorlog, was Konopacka haar echtgenoot behulpzaam bij het overbrengen van het goud van de Poolse Nationale Bank naar Frankrijk om de Poolse regering in ballingschap te financieren. Nadat Frankrijk in juni 1940 was gecapituleerd voor de Duitsers, emigreerde het echtpaar via Spanje, Portugal en Brazilië in september 1941 naar de Verenigde Staten. Na het plotselinge overlijden van haar echtgenoot in New York in 1946, hertrouwde Halina Konopacka in 1949 met George Szczerbinski, startte een skischool in New York, ontwierp kleding en runde een boetiek.
Nadat haar tweede echtgenoot in 1959 was overleden, verhuisde Konopacka naar Florida, waar zij in 1960 afstudeerde aan een kunstacademie en kunstschilder werd. Onder het pseudoniem 'Helen George' schilderde zij vooral bloemen en landschappen.
Halina Konopacka overleed in 1989 en werd nog in datzelfde jaar door de Poolse regering onderscheiden met het 'Zilveren Kruis van Verdienste'. Haar as is bijgezet in het graf van haar ouders op de Bródno begraafplaats in Warschau.

## Titels
- Olympisch kampioene discuswerpen - 1928
- Vrouwen Wereld Spelen kampioene discuswerpen - 1926, 1930
- Pools kampioene discuswerpen - 1924, 1925, 1926, 1927, 1928, 1930, 1931
- Pools kampioene kogelstoten - 1924, 1925, 1926, 1927, 1928

## Wereldrecords
| Onderdeel    | Prestatie | Datum            | Plaats    | Opmerking             |
| ------------ | --------- | ---------------- | --------- | --------------------- |
| discuswerpen | 31,23 m   | 10 mei 1925      | Warschau  | niet officieel erkend |
|              | 33,405 m  | 21 juni 1925     | Warschau  | niet officieel erkend |
|              | 34,15 m   | 23 mei 1926      | Warschau  |                       |
|              | 34,90 m   | 8 augustus 1926  | Warschau  | niet officieel erkend |
|              | 39,18 m   | 4 september 1927 | Warschau  |                       |
|              | 39,62 m   | 31 juli 1928     | Amsterdam |                       |

## Palmares

### discuswerpen
- 1926:  Vrouwen Wereld Spelen - 37,71 m
- 1928:  OS - 39,62 m
- 1930:  Vrouwen Wereld Spelen - 36,80 m

### kogelstoten
- 1926:  Vrouwen Wereld Spelen - 19,25 m

1928: Halina Konopacka ·
1932: Lillian Copeland ·
1936: Gisela Mauermayer ·
1948: Micheline Ostermeyer ·
1952: Nina Romasjkova ·
1956: Olga Fikotová ·
1960: Nina Romasjkova ·
1964: Tamara Press ·
1968: Lia Manoliu ·
1972: Faina Melnik ·
1976: Evelin Schlaak ·
1980: Evelin Jahl ·
1984: Ria Stalman ·
1988: Martina Hellmann ·
1992: Maritza Martén ·
1996: Ilke Wyludda ·
2000: Ellina Zvereva ·
2004: Natalja Sadova ·
2008: Stephanie Brown-Trafton ·
2012: Sandra Perković ·
2016: Sandra Perković ·
2020: Valarie Allman ·
2024: Valarie Allman
- Gemeinsame Normdatei: 1173293590
- World Athletics: 14562661
- International Standard Name Identifier: 0000 0000 7213 2425
- Library of Congress Control Number: no2019129822
- Nationale Bibliotheek van Tsjechië: js2017940673
- Nationale Bibliotheek van Polen: a0000001180141
- Virtual International Authority File: 7557149919449306650009